# Nyugati filozófia
A nyugati filozófia a filozófiai gondolkodásnak a nyugati fejlődésére utal, megkülönböztetve az arab vagy a keleti filozófiától vagy más, több nép és kultúra körében megfigyelhető változatos irányzattól.
A kifejezés új keletű, és a nyugati világ filozófiai gondolkodására utal, annak görög gyökereitől kezdve, miközben később lefedi a világ jelentős részét, beleértve Észak-Amerikát és Ausztráliát is. 
A nyugati filozófia a mai értelemben a filozófia két mai hagyományát jelöli: analitikus filozófia és kontinentális filozófia.

## Korszakonként

### Reneszánsz kor
- a reneszánsz filozófia (wd) amely átmenetet jelent a középkor és az újkor között. A skolasztikus filozófiát követi és megelőzi a modern filozófiát.

### Újkor
- a modern filozófia (wd) amely a 15. és 18. század között fejlődött ki Nyugaton
- Racionalizmus (Descartes, Spinoza, Leibniz)
  - Empirizmus (Hobbes, Locke, George Berkeley, Hume)
  - Francia felvilágosodás (Pascal, Voltaire, Montesquieu, Rousseau)
- Német idealizmus (Kant, Schelling, Hegel, Fichte)
- Marxizmus (Marx, Engels)

### Kortárs
- a kortárs filozófia (wd) a nyugati filozófia történetének mai korszaka, amely a 20. század elején kezdődött, a tudományág professzionalizálódásával és az analitikus és kontinentális filozófia térnyerésével. [3]
- Pozitivizmus (Comte, Spencer)
- Egzisztencializmus (Kierkegaard, Dosztojevszkij, Heidegger, Karl Jaspers, Sartre)
- Analitikus filozófia (Frege, Russell, Wittgenstein, Carnap)
- Fenomenológia (Husserl, Maurice Merleau-Ponty)
- Posztmodern filozófia (Derrida, Baudrillard , Lyotard)
- Pragmatizmus (William James, John Dewey, W.V.O. Quine, Richard Rorty)